# 仙台市立南小泉小学校
仙台市立南小泉小学校（せんだいしりつ みなみこいずみしょうがっこう）は、宮城県仙台市若林区にある公立小学校である。

## 概要
学校は若林区役所、若林図書館の近くにあり、近隣には南小泉中学校、聖ウルスラ学院英智小学校・中学校・高等学校がある。

## 所在地
- 仙台市若林区一本杉町17-10

## 沿革
- 1873年（明治6年）7月1日 - 開校
- 1881年（明治24年） - 南小泉尋常小学校に改称
- 1941年（昭和16年） - 仙台市立南小泉賀国民学校
- 1947年（昭和22年）4月1日 - 仙台市立南小泉小学校に改称
- 1978年（昭和53年）4月1日 - 仙台市立古城小学校が分離開校

## 学区
- 一本杉町、木ノ下1丁目の大部分、2丁目の大部分、3丁目、4丁目の大部分、5丁目、椌木通、三百人町の大部分、白萩町、中倉1丁目の一部、成田町の大部分、西新丁、東新丁、保春院前丁、南小泉1丁目の一部、2丁目、大和町1丁目など。

## 卒業後
- 南小泉中学校、東華中学校へ進学する。